# 广汽本田汽车
广汽本田汽车有限公司简称广汽本田或广本，成立于1998年，是由广州汽车集团和本田技研工业股份有限公司共同出资组建的汽车制造公司。
根据中国汽车工业协会统计，广汽本田2005年轿车销量为20.32万辆，列全国第五位。

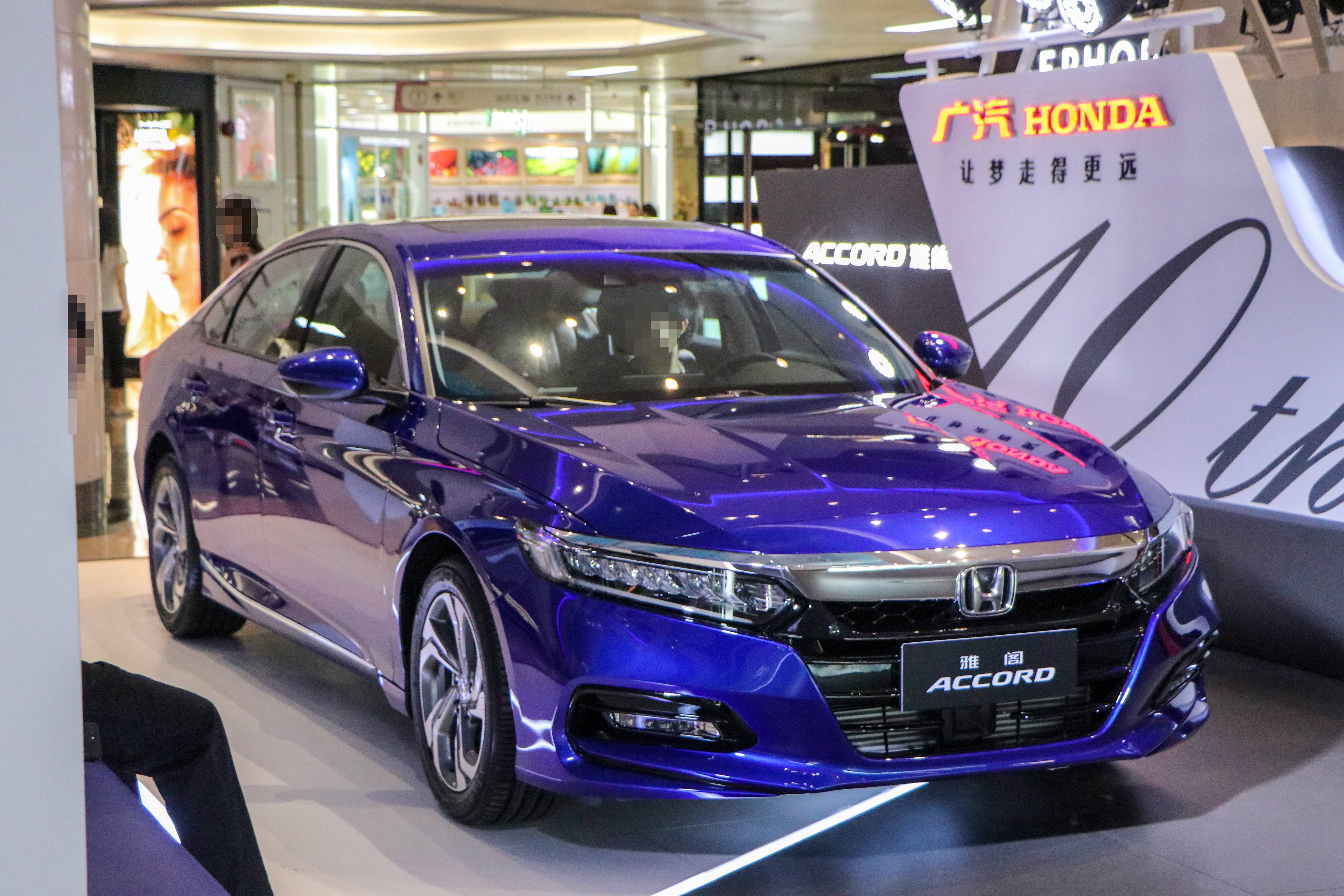
广汽雅阁 (Accord)
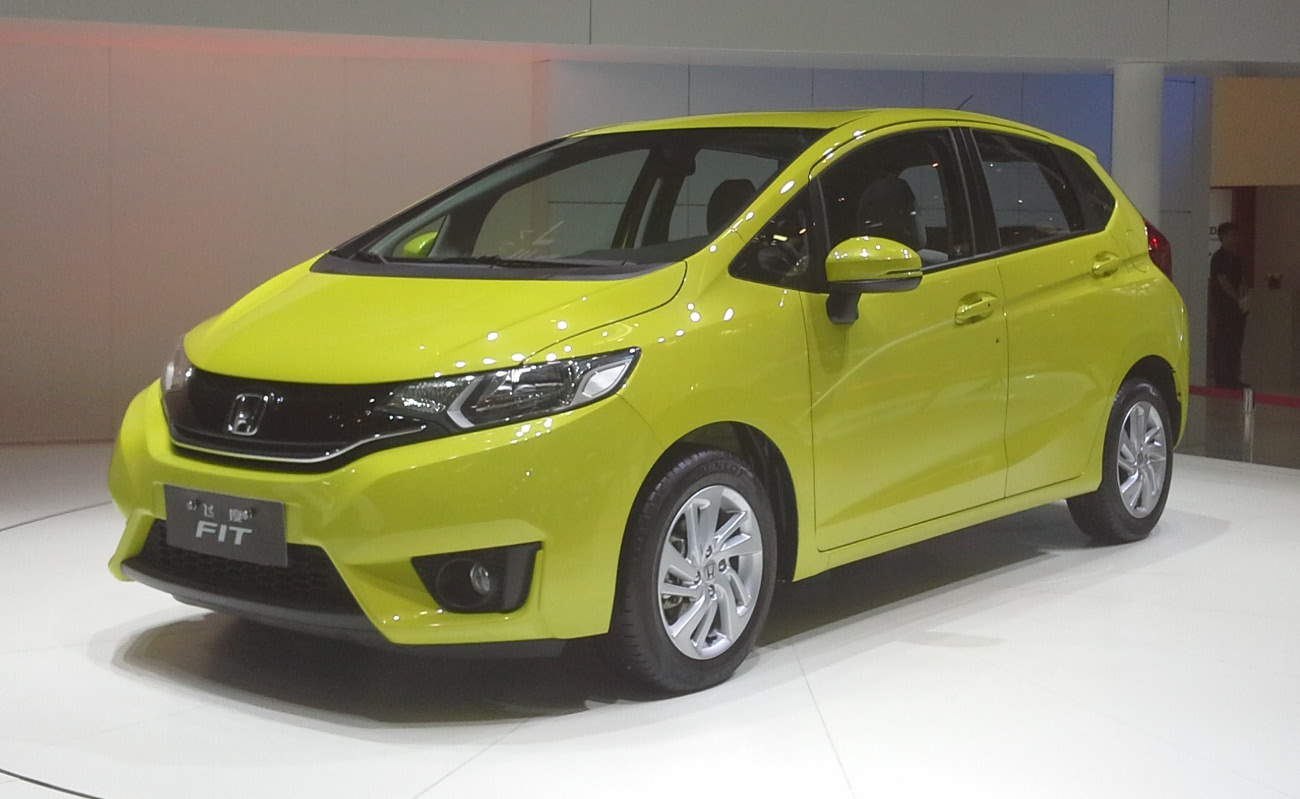
广汽飞度 (Fit) GK
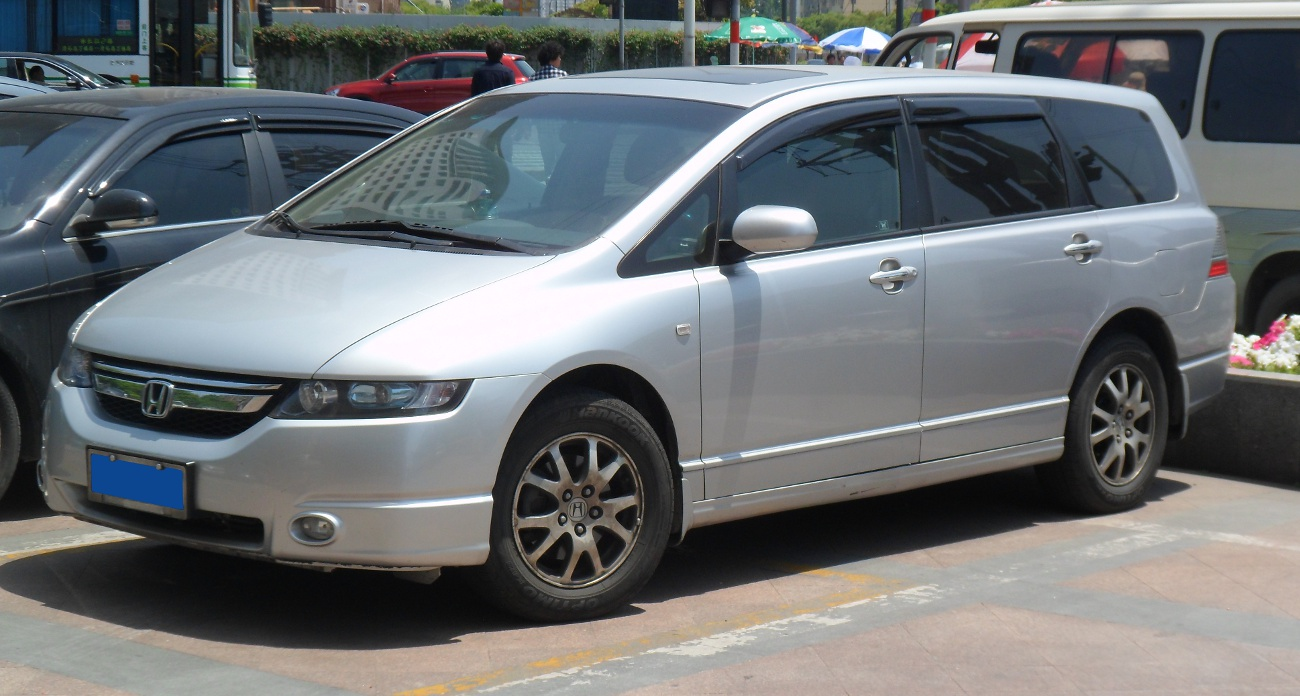
广汽奥德赛 (Odyssey)
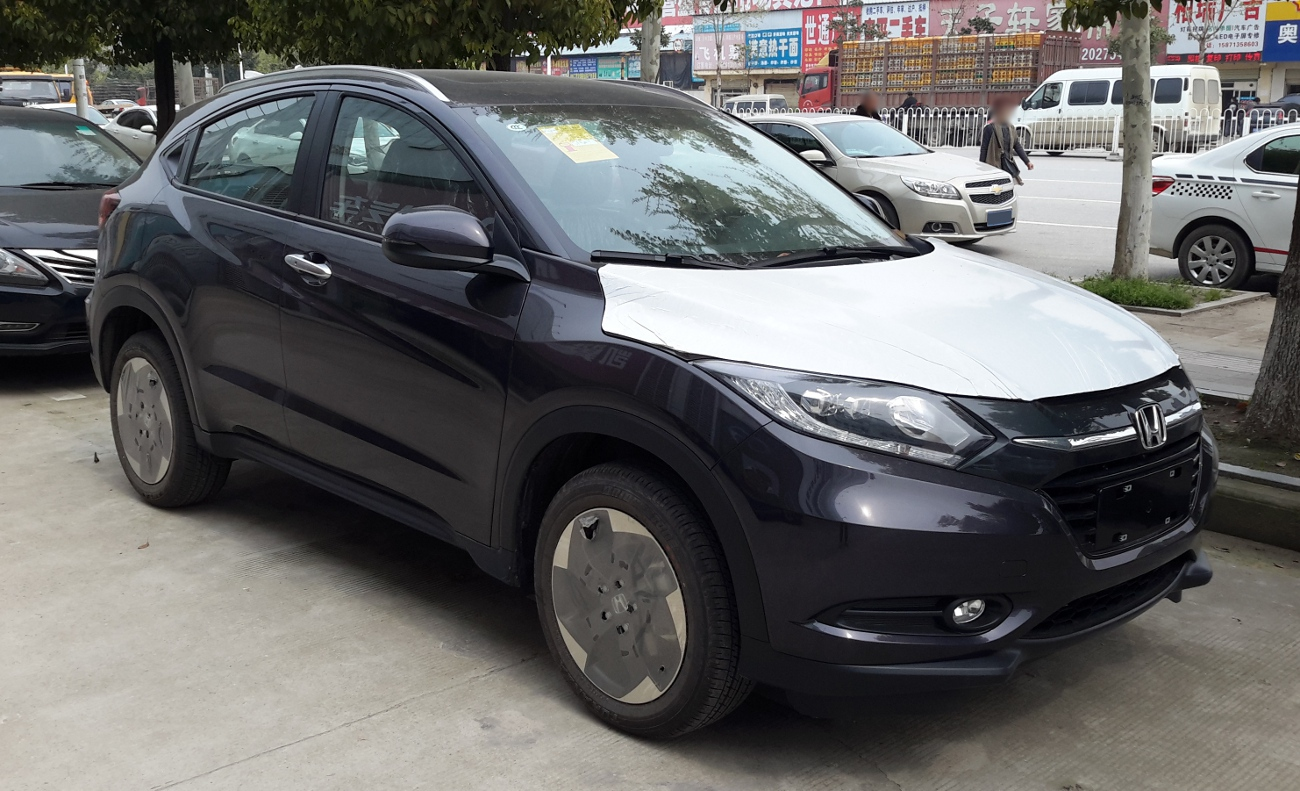
广汽缤智 (Vezel)
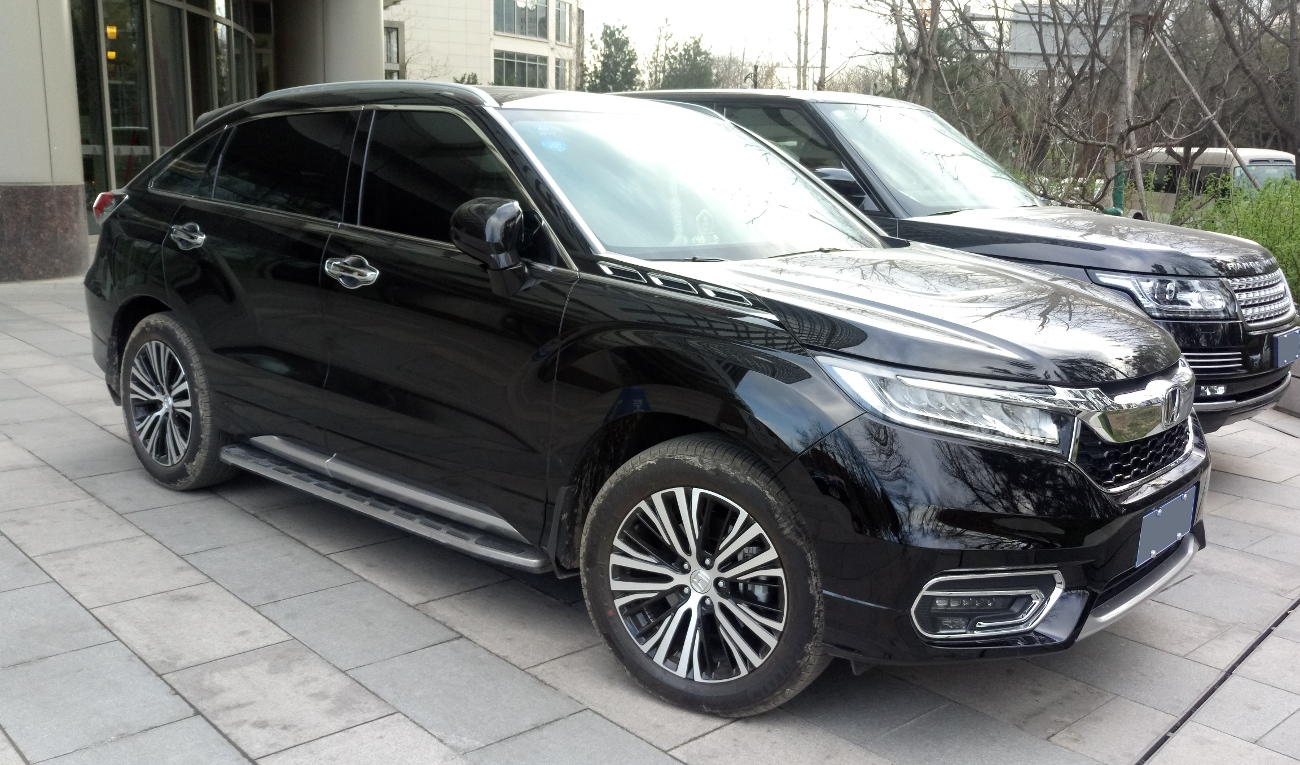
广汽冠道 (Avancier)

## 主要产品
本田（HONDA）品牌
- 雅阁(Accord)
- 奥德赛(Odyssey)
- 飞度(Fit)
- 锋范(City)
- 缤智(Vezel)
- 歌诗图（日语：ホンダ・クロスツアー）(Crosstour)
- 凌派（日语：ホンダ・クライダー）(Crider)
- 冠道(Avancier)
- 皓影(Breeze)

理念（EVERUS）品牌
- 理念S1（英语：Everus S1）(S1)